# Rupert z Salzburga
Rupert z Salzburga, również: Ruprecht, Hrodperht, Hrodpreht, Roudbertus, Rudbertus, Robert (ur. prawd. 650 w Wormacji, zm. prawd. 27 marca 718 tamże) – święty Kościoła katolickiego i wschodnio-ortodoksyjnego, biskup misyjny Nadrenii, pierwszy biskup Salzburga w Austrii (uważany za założyciela miasta) i patron regionu Salzburgerland.

## Żywot świętego
Pochodził prawdopodobnie z rodziny arystokratycznej Robertynerów. Był spokrewniony z dynastią królewską Merowingów. W początkach swej działalności, pod koniec siódmego wieku, z rozkazu Diuka Bawarii, Theodora II, którego prawdopodobnie nawrócił, został biskupem Wormacji, tym samym potwierdzając swą lojalność "właściwej" wierze katolickiej. Od Theodora II otrzymał też zezwolenie na opuszczenie Regensburgu i udanie się w podróż misyjną z celem znalezienia właściwego miejsca na wybudowania kościoła i umocnienia wiary.
Po opuszczeniu Regensburga (Ratyzbony), Św. Rupert udał się na południe. Dotarł do Lauriacum, przemierzył Traungau i Attergau, i po krótkim pobycie w Seekirchen, dotarł nad rzekę Salz, do miejsca dzisiejszego Salzburga. Tam, w miejscu placu, na którym wznosi się dzisiejsza Katedra, założył klasztor benedyktyński pod wezwaniem św. Piotra, który jest najstarszym klasztorem Austrii.
Około roku 711/12 Św. Rupert założył również klasztor Nonnberg w Salzburgu, najstarszy żeński zakon chrześcijański na obszarze niemieckojęzycznym, a pierwszą przełożoną została jego siostrzenica (lub siostra), Św. Erentruda.
Rupertowi przypisuje się też założenie wielu fundacji.

## Kult
W roku 714 Św. Rupert udał się na krótki pobyt w rodzinne strony. Zmarł w Wormacji, prawdopodobnie w Wielkanoc 27 marca 718 roku. Kilka lat później, z okazji uroczystości poświęcenia nowej Katedry w Salzburgu - 24 września 774 roku, na polecenie kolejnego biskupa Salzburga, Virgiliusza, ciało świętego zostało przeniesione z Wormacji do Salzburga.
Dni obchodów
Ponieważ nieznany jest dokładny dzień śmierci Św. Ruperta, dzień 24 września uznawany jest w Salzburgu za Dzień Św. Ruperta ("Rupertikirtag"). Jest to również oficjalne święto Salzburglandu (uczniowie w tym dniu nie idą do szkoły).
Wspomnienie liturgiczne, w pozostałej części Kościoła katolickiego, obchodzone jest 27 marca.
Kościoły wschodnie (zwane ortodoksyjnymi) wspominają świętego 27 marca/9 kwietnia, tj. 9 kwietnia według kalendarza gregoriańskiego.
Patronat
Święty Rupert czczony jest jako patron Salzburga i regionu Salzburgland, jako apostoł Bawarii i Austrii oraz jako patron górników.